# Charmensac
Charmensac é uma comuna francesa na região administrativa de Auvérnia-Ródano-Alpes, no departamento de Cantal. Estende-se por uma área de 14,75 km². Em 2010 a comuna tinha 88 habitantes (densidade: 6 hab./km²).